# Marcedusa
Marcedusa là một đô thị thuộc tỉnh Catanzaro trong vùng Calabria của nước Ý. Đô thị này có diện tích 15 km2, dân số là 556 người.
Bản mẫu:Arbëreshë villages and towns